# Шатравски, Кшиштоф
Кшиштоф Шатравский (пол. Krzysztof Dariusz Szatrawski, родился 1 сентября 1961 года, Кентшин, Польша) — поэт, эссеист, культуролог, литературный и музыкальный критик.

## Биография
Родился 1 сентября 1961 года в Кентшине, куда из Виленского края после Второй мировой войны переехали родители Шатравского.
Преподаёт в университете Вармии и Мазур в Ольштыне, профессор, является членом Ассоциации польских писателей — президентом филиала Ольштын, культурного сообщества «Боруссия», ассоциации еврейской культуры B`Jachad и Комитета по культуре Варминско-Мазурского Ассоциации Учёных. Проводит междисциплинарные исследования, по литературе и музыке с теоретической и исторической точек зрения. Он также является активным педагогом и культурным организатором.
Победитель многочисленных конкурсов; имеет большое количество публикаций, в литературных журналах и научных сборниках и — в том числе на английском, французском, немецком и русском языках. Известен переводами поэзии — английской: Уолта Уитмена, Томасa Стернзa Элиотa, Аллена Гинзберга, Чарльза Буковски, немецкой — Арно Хольц, еврейская поэзия Иегуды Амихая и русская поэзия: Максимилиан Волошин, Борис Бартфельд, Вадим Месяц и Андрей Коровин. Также переводил песни Тома Уэйтса.
На стихи Шатравского писали музыку Katarzyna Brochocka Bernard Chmielarz, Benedykt Konowalski и Marcin Wawruk, с которым дуэт также совместно создает оригинальные письма песни, среди прочего, для Norbi и Кшиштоф Кравчик. Диск с песнями Кшиштофа Кравчика на стихи Шатравского получил в 2011 году золотой диск. Он является лауреатом ежегодной премии маршала Вармии и Мазур в области культуры в 2012 году, премии Президента Ольштыне в 2013 году и Волошинской премии в 2016 году.
В 2009 году изостихи Шатравского были использованы в фильме «Меньшее зло», реж. Януш Моргенштерн.

## Сочинения

### Сборники стихов
- Posłanie ostatniego z epigonów (Послание последнего из эпигонов, Ольштын, 1981)
- 24 godziny śmierci (24 часа смерти, Варшава, 1988)
- Poniżej snu (Ниже сна, Ольштын, 1989)
- Wiersze graficzne (Графические стихи, Ольштын, 1990)
- Tak cicho śpiewa północ (Так тихо поет полночь, Ольштын, 1997)
- Pieśni miłości i rozstania (Песни любви и расставания, Ольштын, 1999)
- Wiek nowy (Новый век, Ольштын, 2014)
- Czas płonących ogrodów (Время пламенеющих садов, Ольштын, 2017)

### Проза
- Requiem dla bohatera (Реквием для героя, роман — Варшава, 1989)
- Odjazd (Oтъезд, рассказы — Ольштын, 2006)

### Переводы
- Арно Хольц: Phantasus / Fantazus (Кентшин, 2013)
- Максимилиан Волошин: Wiatr północno-wschodni (Северовосток, Ольштын, 2016)
- Арно Хольц: Neun Liebesgedichte / Dziewięć wierszy miłosnych (Девять любовных стихов, Кентшин, 2017)
- Андрей Коровин: Życie z rozszerzeniem RU (Жизнь с расширением RU, Ольштын, 2018)

### Монографии
- Jan Lubomirski (Ольштын, 1991)
- Przestrzeń sakralna w kancjonale mazurskim (Священное пространство в псалтырь и Мазуры, Ольштын, 1996)
- Z miłości do muzyki (Для любви к музыке, Ольштын, 2006)
- Odkrywałem ślad po śladzie utracony… Ideowe uwarunkowania twórczości Juliana Stryjkowskiego (Ольштын 2011)
- Biografia i historia. Studia i szkice o związkach literatury z przeszłością (ред. A. Staniszewski и K. D. Szatrawski — Ольштын, 1997)
- Poematy symfoniczne Feliksa Nowowiejskiego. Rekonstrukcja i reinterpretacja spuścizny rękopiśmiennej kompozytora (Барчево 2007)
- Spacerem po Kętrzynie (Кентшин, 2007)
- Patriotyczne i religijne źródła twórczości Feliksa Nowowiejskiego (Барчево, 2008)
- Kompozytorzy w kulturze XX-wiecznej Warmii (Барчево, 2009)
- W kręgu kultury romantycznej. W 200-lecie urodzin Fryderyka Chopina i w 100-lecie powstania «Roty» Feliksa Nowowiejskiego(Барчево, 2010)
- Edukacja i uczestnictwo w kulturze muzycznej (Образование и участие в музыкальной культуре, Барчево 2011)
- Dźwięk — forma — znaczenie. Z zagadnień semantyki i retoryki muzycznej (Звук — форма — смысл. По вопросам семантики и риторики музыки, Барчево, 2012)
- Arno Holz i jego dzieło. Arno Holz und sein Werk (Арно Хольц, и его работа, Кентшин, 2013)
- Od pieśni do symfonii. Artystyczne i społeczne konteksty twórczości Feliksa Nowowiejskiego (Барчево, 2013)
- Kultura muzyczna w perspektywie regionalnej i artystycznej (Барчево, 2014)
- Kultura — edukacja — twórczość. Prace ofiarowane na 70-lecie Państwowej Szkoły Muzycznej im. Fryderyka Chopina w Olsztynie (Барчево, 2015)

### Публикации на русском языке
- Кшиштоф Шатравский, Ниже сна (Стихотворения. На русском и на польском языках. Перевод Евгении Добровой. Чебоксары, Free Poetry, 2020)
- Кшиштоф Шатрафский, Новый век (Стихотворения и поэма. Перевод Евгении Добровой. Москва, Baltrus, 2022)

## Признание
- 1997 — Заслуженный деятель культуры Польши
- 2016 — Нагрудный знак «За заслуги перед польской культурой»
- 2016 — Международная литературная Волошинская премия в номинации за вклад в культуру[4]
- 2017 —  Серебро Евразийского литературного фестиваля фестивалей «ЛиФФт»[5]
- 2018 — Почётный знак за заслуги перед Варминско-Мазурским воеводством[пол.]
- 2019 —  Серебро Евразийского литературного фестиваля фестивалей «ЛиФФт» — Баку, Азербайджан[6][7].
- 2021 — Зарубежный поэт года — приз Литературного журнала «Персона PLUS»[8].
- 2022 — Бронзовая медаль «За заслуги в культуре Gloria Artis»[9].